# WWE Payback
WWE Payback es un evento anual producido por la empresa de lucha libre profesional WWE y transmitido en vivo y a través de pago por visión. El evento fue establecido en 2013, reemplazando a No Way Out como el evento del mes de junio. En 2015, el evento se trasladó al mes de mayo. En 2017, el evento se trasladó a finales de abril como un evento exclusivo de Raw, transformándose así, al igual que WWE Backlash, en un evento en el que suceden revanchas de WrestleMania, y luchas que se basaban en eventos sucedidos en WrestleMania, de ahí el nombre del evento (del inglés «payback», significa «venganza»).
Se esperaba que el evento volviera en 2018, como un evento de la marca SmackDown. Sin embargo, el evento fue retirado de la alineación de PPV de la WWE ya que todos los eventos posteriores de WrestleMania 34 pasaron a tener a ambas marcas. El evento volvió en 2020, llevándose a cabo una semana después de SummerSlam.

## Fechas y lugares
|  | Evento de Raw |

| Evento                  | Fecha          | Lugar             | Estadio                 | Evento principal                                               |
| ----------------------- | -------------- | ----------------- | ----------------------- | -------------------------------------------------------------- |
| 16 de junio de 2013     | Payback (2013) | Allstate Arena    | Rosemont, Illinois      | John Cena vs. Ryback                                           |
| 1 de junio de 2014      | Payback (2014) | Allstate Arena    | Rosemont, Illinois      | The Shield vs. Evolution                                       |
| 17 de mayo de 2015      | Payback (2015) | Royal Farms Arena | Baltimore, Maryland     | Seth Rollins vs. Roman Reigns vs. Randy Orton vs. Dean Ambrose |
| 1 de mayo de 2016       | Payback (2016) | Allstate Arena    | Rosemont, Illinois      | Roman Reigns vs. AJ Styles                                     |
| 30 de abril de 2017     | Payback (2017) | SAP Center        | San José California     | Braun Strowman vs. Roman Reigns                                |
| 30 de agosto de 2020    | Payback (2020) | Amway Center      | Orlando, Florida        | "The Fiend" Bray Wyatt vs. Braun Strowman vs. Roman Reigns     |
| 2 de septiembre de 2023 | Payback (2023) | PPG Paints Arena  | Pittsburgh, Pensilvania | Seth Rollins vs. Shinsuke Nakamura                             |

## Ediciones

### 2013
Payback 2013 tuvo lugar el 16 de junio de 2013 desde el Allstate Arena en Rosemont, Illinois. El tema oficial del evento fue "Another Way Out" de Hollywood Undead.

#### Resultados
- Kick-Off: Sheamus derrotó a Damien Sandow (10:25).[4]
  - Sheamus cubrió a Sandow después de un «Brogue Kick».
  - Esta lucha fue emitida por Yahoo!, WWE App, Facebook, YouTube y WWE.com media hora antes del evento.
- Curtis Axel (con Paul Heyman) derrotó a Wade Barrett (c) y The Miz y ganó el Campeonato Intercontinental (10:36).[5]
  - Axel cubrió a Barrett mientras The Miz le aplicaba un «Figure Four Leglock».
  - Axel compitió en sustitución de Fandango, quien sufrió una contusión días antes del evento.
- AJ Lee (con Big E Langston) derrotó a Kaitlyn y ganó el Campeonato de Divas (9:54).[6]
  - Lee forzó a Kaitlyn a rendirse con un «Black Widow».
  - Después de la lucha, Layla salió para consolar a Kaitlyn.
- Dean Ambrose derrotó a Kane por cuenta fuera y retuvo el Campeonato de los Estados Unidos (9:33).[7]
  - Ambrose ganó después de que Kane no volviera al ring antes de la cuenta de 10 después de un «DDT».
- Alberto Del Rio (con Ricardo Rodríguez) derrotó a Dolph Ziggler (con AJ Lee & Big E Langston) y ganó el Campeonato Mundial Peso Pesado (13:46).[8]
  - Del Rio cubrió a Ziggler después de un «Superkick».
  - Durante la lucha, Langston fue expulsado al intentar interferir.
- CM Punk (con Paul Heyman) derrotó a Chris Jericho (21:11).[9]
  - Punk cubrió a Jericho después de dos «Go To Sleep».
- The Shield (Seth Rollins & Roman Reigns) derrotó a Daniel Bryan & Randy Orton y retuvo el Campeonato en Parejas de la WWE (12:07).[10]
  - Rollins cubrió a Bryan después de un «Black Out».
- John Cena derrotó a Ryback en un Three Stages of Hell Match y retuvo el Campeonato de la WWE (24:40).[11]
  - Ryback cubrió a Cena después de un «Shell Shocked» en un Lumberjack Match [0-1] (7:50).
    - Los leñadores en esta lucha fueron: Kane, Brodus Clay, Tensai, R-Truth, Sheamus, The Miz, The Great Khali, Big E Langston, Cody Rhodes, Damien Sandow, Primo, Epico, Titus O'Neil, Antonio Cesaro, Curtis Axel, Yoshi Tatsu, Justin Gabriel, Jimmy Uso, Jey Uso, Alex Riley, Heath Slater, Drew McIntyre, Jinder Mahal, Darren Young, Sin Cara, Zack Ryder, JTG, Curt Hawkins, Ted DiBiase y Wade Barrett.

  - Cena ganó la segunda caída después de aplicarle un «Attitude Adjustment» a Ryback sobre una mesa en un Tables Match [1-1] (16:34).
  - Cena ganó la tercera caída después de aplicarle un «Attitude Adjustment» a Ryback sobre el techo de la ambulancia perforándolo y quedando dentro ella en un Ambulance Match [2-1] (24:40).

### 2014
Payback 2014 tuvo lugar 1 de junio de 2014 desde el Allstate Arena en Rosemont, Illinois. El tema oficial del evento fue "Ticking Bomb" de Aloe Blacc.

#### Resultados
- Kick-Off: El Torito (con Diego & Fernando) derrotó a Hornswoggle (con Heath Slater, Drew McIntyre & Jinder Mahal) en un Mask vs. Hair Match (7:10).[12]
  - El Torito cubrió a Hornswoggle después de un «Bullsault».
  - Como resultado, Hornswoggle fue rapado.
  - Durante la lucha, Slater, McIntyre y Mahal interfieron a favor de Hornswoogle y Diego y Fernando a favor de El Torito.
- Sheamus derrotó a Cesaro (con Paul Heyman) y retuvo el Campeonato de los Estados Unidos (11:38).[13]
  - Sheamus cubrió a Cesaro con un «Small Package».
- RybAxel (Ryback & Curtis Axel) derrotaron a Cody Rhodes & Goldust. (7:49)[14]
  - Ryback cubrió a Rhodes después de un «Shell Shocked».
- Rusev (con Lana) derrotó a Big E (3:40).[15]
  - Rusev forzó a Big E a rendirse con un «The Accolade».
- Kofi Kingston y Bo Dallas terminaron sin resultado (0:32).[16]
  - La lucha terminó sin resultado después de que Kane atacara a Kingston con un «Chokeslam» seguido de un «Tombstone Piledriver».
- Bad News Barrett derrotó a Rob Van Dam y retuvo el Campeonato Intercontinental (9:32).[17]
  - Barrett cubrió a Van Dam después de un «Bad News Bull Hammer».
- John Cena (con The Usos) derrotó a Bray Wyatt (con Luke Harper & Erick Rowan) en un Last Man Standing Match (24:14).[18]
  - Cena ganó la lucha después de que Wyatt no pudiera levantarse antes de la cuenta de 10 después de tirarle encima una caja de sonido.
  - Durante la lucha, Harper & Rowan interfirieron a favor de Wyatt y The Usos a favor de Cena.
- Paige derrotó a Alicia Fox y retuvo el Campeonato de Divas (6:37).[19]
  - Paige forzó a Fox a rendirse con un «PTO».
- The Shield (Dean Ambrose, Seth Rollins & Roman Reigns) derrotó a Evolution (Triple H, Randy Orton & Batista) en un No Holds Barred Elimination Match (30:57).[20]
  - Rollins cubrió a Batista después de un «Spear» de Reigns [1-0] (27:31).
  - Ambrose cubrió a Orton después de un «Dirty Deeds» sobre una silla [2-0] (28:38).
  - Reigns cubrió a Triple H después de un «Diving Knee» de Rollins y un «Spear» [3-0] (30:57).

### 2015
Payback 2015 tuvo lugar el 17 de mayo de 2015 desde el Royal Farms Arena en Baltimore, Maryland. El tema oficial del evento fue "Friction" de Imagine Dragons.

#### Resultados
- Kick-Off: R-Truth derrotó a Stardust. (6:50)[21]
  - R-Truth cubrió a Stardust después de un «Lie Detector».
- Kick-Off: The Ascension (Konnor & Viktor) derrotaron a The Meta Powers (Curtis Axel & Macho Mandow) (2:50).[22]
  - Konnor cubrió a Mandow después de un «Fall of Man».
- Sheamus derrotó a Dolph Ziggler (12:20).[23]
  - Sheamus cubrió a Ziggler después de un «Brogue Kick».
- The New Day (Big E & Kofi Kingston) (con Xavier Woods) derrotaron a Tyson Kidd & Cesaro (con Natalya) en un 2-out-of-3 Falls Match y retuvieron los Campeonatos en Parejas de la WWE (12:40).[24]
  - Kidd cubrió a Kingston después de un «Cesaro Swing» de Cesaro y un «Dropkick» [0-1] (2:41).
  - Kingston cubrió a Kidd después de un «Midnight Hour» [1-1] (5:20).
  - Woods cubrió a Cesaro con un «Roll-up» [2-1] (12:40).
  - Durante la lucha, Woods se intercambió por Kingston para hacer la última cuenta.
- Bray Wyatt derrotó a Ryback (15:36).[25]
  - Wyatt cubrió a Ryback después de un golpe contra el esquinero sin protección y un «Sister Abigail».
- John Cena derrotó a Rusev (con Lana) en un «I Quit» Match y retuvo el Campeonato de los Estados Unidos (27:58).[26]
  - Cena ganó la lucha después de que Lana dijera «I Quit» por Rusev mientras Cena le aplicaba un «STF» utilizando la tercera cuerda del ring.
- Team B.A.D. (Naomi & Tamina) derrotaron a The Bella Twins (Brie Bella & Nikki Bella) (6:13).[27]
  - Naomi cubrió a Nikki después de que Tamina la empujó del esquinero.
- Neville derrotó a King Barrett por cuenta fuera (7:08).[28]
  - Neville ganó luego de que Barrett se negara a volver al ring antes de la cuenta de 10.
  - Después de la lucha, Barrett atacó a Neville, pero Neville contraatacó y le aplicó un «Red Arrow».
- Seth Rollins (con Jamie Noble & Joey Mercury) derrotó a Randy Orton, Roman Reigns y Dean Ambrose y retuvo el Campeonato Mundial Peso Pesado de la WWE (20:52).[29]
  - Rollins cubrió a Orton después de un «Pedigree».
  - Si Rollins perdía el campeonato, Kane habría sido despedido de su puesto como Director de Operaciones.
  - Durante la lucha, Kane, Noble & Mercury interfirieron a favor de Rollins.
  - Después de la lucha, Triple H celebró junto con Rollins.

### 2016
Payback 2016 tuvo lugar el 1 de mayo de 2016 en el Allstate Arena en Rosemont, Illinois. El tema oficial del evento fue "We Don't Have to Dance" de Andy Black.
Éste Pay-per-view marcó el inicio como la Nueva Era en WWE.

#### Resultados
- Kick-Off: Dolph Ziggler derrotó a Baron Corbin (7:43).[30][31]
  - Ziggler cubrió a Corbin con un «Roll-up».
- Kick-Off: Kalisto derrotó a Ryback y retuvo el Campeonato de los Estados Unidos (8:45).[30][32]
  - Kalisto cubrió a Ryback después de un «Salida del Sol».
  - Esta fue la última lucha de Ryback en la WWE.
- Enzo Amore & Colin Cassady y The Vaudevillains (Aiden English & Simon Gotch) terminaron sin resultado (3:58).[30][33]
  - El árbitro finalizó la lucha sin indicar a un claro ganador después de que Amore se desvaneciera cuando fue lanzado fuera del ring por Gotch golpeando su rostro y cuello contra la cuerda media y el suelo del ring respectivamente.
  - Esta era la final de un torneo para ser los contendientes por el Campeonato en Parejas de la WWE.
- Kevin Owens derrotó a Sami Zayn (14:30).[30][34]
  - Owens cubrió a Zayn después de un «Pop-up Powerbomb».
- The Miz (con Maryse) derrotó a Cesaro y retuvo el Campeonato Intercontinental (11:20).[30][35]
  - The Miz cubrió a Cesaro con un «Roll-up».
  - Durante la lucha, The Miz se rindió con un «Omoplata Crossface», pero el árbitro no lo vio.
  - Durante la lucha, Zayn atacó a Owens, quien estaba sentado en la mesa de comentaristas, y ambos fueron atacados por Cesaro al final de la lucha.
- Dean Ambrose derrotó a Chris Jericho (18:28).[30][36]
  - Ambrose cubrió a Jericho después de un «Dirty Deeds».
- Charlotte (con Ric Flair) derrotó a Natalya (con Bret Hart) y retuvo el Campeonato Femenino de la WWE (13:04).[30][37]
  - El árbitro le dio la victoria a Charlotte después de que Charlotte le aplicó a Natalya un «Sharpshooter» sin que Natalya se rindiera.
  - Después de la lucha, Hart y Natalya le aplicaron un «Sharpshooter» a Flair y Charlotte respectivamente.
  - Esta situación emula a la Traición de Montreal.
- Roman Reigns derrotó a AJ Styles y retuvo el Campeonato Mundial Peso Pesado de la WWE (25:05).[30][38]
  - Reigns cubrió a Styles después de un «Spear».
  - Originalmente, Styles derrotó a Reigns por conteo de 10 fuera del ring, pero Shane McMahon reinició la lucha sin esta regla.
  - Luego, Styles derrotó a Reigns por descalificación, pero Stephanie McMahon reinició la lucha a una sin descalificación.
  - Durante la lucha, Karl Anderson & Luke Gallows interfirieron a favor de Styles atacando a Reigns, mientras que The Usos atacaron a Anderson & Gallows.

### 2017
Payback 2017 tuvo lugar el 30 de abril de 2017 desde el SAP Center en San José, California. El tema oficial del evento fue "Born for Greatness" de Papa Roach.

#### Resultados
- Kick-Off: Enzo Amore & Big Cass derrotaron a Luke Gallows & Karl Anderson (6:35).[41][42]
  - Amore cubrió a Gallows con un «Small Package».
- Chris Jericho derrotó a Kevin Owens y ganó el Campeonato de los Estados Unidos (17:55).[43][44]
  - Jericho forzó a Owens a rendirse con un «Walls of Jericho».
  - Como resultado, Jericho fue transferido a SmackDown Live.
- Austin Aries derrotó al Campeón Peso Crucero Neville por descalificación (11:18).[43][45]
  - Neville fue descalificado luego de empujar al árbitro.
  - Como resultado, Neville retuvo el campeonato.
- The Hardy Boyz (Matt & Jeff) derrotaron a Cesaro & Sheamus y retuvieron el Campeonato en Parejas de Raw (12:45).[43][46]
  - Jeff cubrió a Sheamus después de un «Swanton Bomb».
  - Después del combate, ambos equipos se dieron la mano en señal de respeto, pero luego, Cesaro & Sheamus atacaron a The Hardy Boyz.
- Alexa Bliss derrotó a Bayley y ganó el Campeonato Femenino de Raw (11:12).[43][47]
  - Bliss cubrió a Bayley después de un «Bliss DDT».
- Bray Wyatt derrotó a Randy Orton en un House of Horrors Match (17:10)[43][48][nota 1]
  - Wyatt cubrió a Orton después de que Jinder Mahal golpeara a Orton con el Campeonato de la WWE y un «Sister Abigail».
  - Durante la lucha, Mahal y The Singh Brothers interfirieron en contra de Orton.
  - Este combate terminó luego de la siguiente lucha, ya que se pausó mientras ambos luchadores llegaban a la arena.
- Seth Rollins derrotó a Samoa Joe (16:00).[43][49]
  - Rollins cubrió a Joe después de revertir un «Coquina Clutch» en un «Crucifix Roll-up».
- Braun Strowman derrotó a Roman Reigns. (11:42).[43][50]
  - Strowman cubrió a Reigns después de un «Running Powerslam».
  - Después de la lucha, Strowman atacó a Reigns con las escaleras metálicas.
  - Después de la lucha, en los bastidores Reigns atacó el brazo de Strowman con la puerta de la ambulancia luego de que este quisiera chocarlo.

### 2020
Payback 2020 tuvo lugar el 30 de agosto de 2020 desde el Amway Center en Orlando, Florida. El tema oficial del evento fue "Payback" de Def Rebel. 

#### Resultados
- Kick-Off: The Riott Squad (Ruby Riott & Liv Morgan) derrotaron a The IIconics (Billie Kay & Peyton Royce) (9:00).[51][52]
  - Riott cubrió a Kay después de un «201 Kick» de Morgan seguido de un «Riott Kick».
- Bobby Lashley (con MVP & Shelton Benjamin) derrotó a Apollo Crews y ganó el Campeonato de los Estados Unidos (9:30).[53][54]
  - Lashley forzó a Crews a rendirse con un «Full Nelson».
  - Después de la lucha, Crews atacó a Lashley.
- Big E derrotó a Sheamus (12:20).[53][55]
  - Big E cubrió a Sheamus después de un «Big Ending».
- Matt Riddle derrotó a King Corbin (10:55).[53][56]
  - Riddle cubrió a Corbin después de un «Floating Bro».
  - Después de la lucha, Corbin atacó a Riddle tras bastidores.
- Nia Jax & Shayna Baszler derrotaron a The Golden Role Models (Bayley & Sasha Banks) y ganaron el Campeonato Femenino en Parejas de la WWE (10:20).[53][57]
  - Baszler forzó a Bayley a rendirse con un «Kirifuda Clutch».
- Keith Lee derrotó a Randy Orton (6:40).[53][58]
  - Lee cubrió a Orton después de revertir un «RKO» en un «Spirit Bomb».
- Rey Mysterio & Dominik Mysterio derrotaron a Seth Rollins & Murphy (16:00).[53][59]
  - Dominik cubrió a Murphy después de un «619» seguido de un «Frog Splash».
- Roman Reigns (con Paul Heyman) derrotó a "The Fiend" Bray Wyatt (c) y Braun Strowman en un No Holds Barred Match y ganó el Campeonato Universal de la WWE (12:46).[53][60]
  - Reigns cubrió a Strowman después de un «Spear».
  - Durante la lucha, Wyatt le aplicó un «Superplex» a Strowman que causó que se rompiera el ring completo.
  - Originalmente, la lucha comenzó entre solo Wyatt y Strowman, debido a que Reigns no había firmado el contrato por la lucha titular, pero durante la lucha, Reigns firmó el contrato y se integró a la misma.

### 2023
Payback 2023 tuvo lugar el 2 de septiembre de 2023 desde el PPG Paints Arena en Pittsburgh, Pensilvania. El tema oficial del evento fue "Too Good at Raising Hell" de The Struts. John Cena fue el anfitrión del evento.

#### Antecedentes
En la Noche 1 de WrestleMania 39, Trish Stratus se asoció con las entonces Campeonas Femeninas en Parejas de la WWE Becky Lynch y Lita en una lucha por equipos de seis mujeres contra Damage CTRL (Bayley, Dakota Kai & Iyo Sky) en la que obtuvieron la victoria. Stratus luego hizo equipo con Lynch en el episodio del 10 de abril de Raw para defender el título en nombre de una Lita lesionada, que había sido atacada por una persona desconocida detrás del escenario; perdieron el título con Stratus recibiendo el pinfall. Después del combate, ella atacó a Lynch, convirtiéndose en heel por primera vez desde 2005. La semana siguiente, se reveló que Stratus era la persona que atacó a Lita, y luego declaró que atacó a Lynch y le costó deliberadamente el campeonato porque ésta creía que era la responsable de hacer que la división femenina fuera relevante, y Stratus afirmó ser la que impulsó el trato digno hacia la mujer en la WWE. También declaró que ni Lynch ni los fanáticos le agradecieron por su impacto en la división femenina. Las dos luego se enfrentaron en Night of Champions, que Stratus ganó gracias a la interferencia de Zoey Stark, quien se reveló como su protegida. Las tres calificaron para el combate de escalera de Money in the Bank femenino en el evento homónimo, donde ninguna salió victoriosa, aunque Stratus legítimamente se rompió la nariz durante el combate gracias a Lynch. En el siguiente episodio de Raw, Stratus negó el desafío de Lynch de luchar contra ella, alegando que no estaba médicamente autorizada. Semanas después, Stratus dijo que aceptaría el desafío si Lynch podía derrotar a Stark en un combate en el episodio del 24 de julio y si perdía, tendría que agradecerle y tatuarse un "Thank You, Trish" en su pecho. Sin embargo, Lynch ganaría el combate, consiguiendo una cláusula de revancha contra Trish. El combate tuvo lugar en el siguiente episodio, pero rápidamente terminó en una victoria por descalificación para Stratus después de la interferencia de Stark, y ambas atacaron a Lynch. Más tarde, el oficial de la WWE Adam Pearce programó a Stratus para enfrentar a Lynch en dos semanas, con Stark teniendo prohibido el acceso al ring. Sin embargo, tal combate terminaría en una doble cuenta atrás y ambas pelearían en la arena, con Stark ayudando a Stratus a lograr la victoria. Más tarde, Pearce anunció otra revancha, esta vez una Steel Cage match. El 17 de agosto, se confirmó el combate para Payback.
En el episodio del 7 de agosto de Raw, Seth «Freakin» Rollins aceptó la oferta de Shinsuke Nakamura de estar en su equipo en una lucha por equipos de seis hombres esa noche. Aunque se llevaron la victoria, Nakamura se volvió contra Rollins y lo atacó con un Kinshasa. La semana siguiente, Nakamura declaró que quería el Campeonato Mundial de Peso Pesado, lo que llevó a Rollins a subir al ring y dijo que si Nakamura quería el título, se enfrentaría a él en cualquier momento con el título en juego. Luego, los dos se dieron la mano, pero Nakamura fingió marcharse del ring y nuevamente atacó a Rollins con el Kinshasa. En el siguiente episodio, se programó una lucha por el título entre Rollins y Nakamura para Payback.
En el episodio del 19 de junio de Raw, después de que la Campeona Mundial Femenina Rhea Ripley atacara brutalmente a Natalya, Raquel Rodríguez se mostró en desacuerdo con eso. Antes de su combate de clasificación para el combate de escalera femenino en Money in the Bank, Rodríguez le dijo a Ripley que más le conviene no calificar, porque no está lista para ella; sin embargo ella no lograría calificar. Mientras tanto, Rodríguez y Liv Morgan recuperarían el Campeonato Femenino en Parejas de la WWE. En el episodio del 3 de julio de Raw, Ripley defendió con éxito su título contra Natalya y una vez más la atacó, lo que llevó a Morgan y Rodríguez a evitar que el ataque siguiera. En el siguiente episodio, Ripley les dijo a ambas que no se metieran en sus asuntos, y Morgan respondió que si continuaba actuando como una acosadora, continuarían deteniéndola. En el episodio del 17 de julio, se produjo una riña entre las tres y Ripley lesionó la rodilla izquierda de Rodríguez. Después de que Morgan atacara a Ripley más tarde esa noche, se programó un combate no titular para el episodio de la próxima semana, sin embargo, Ripley atacó brutalmente a Morgan, lesionándose el brazo, por lo tanto, la lucha no sucedió. En el siguiente episodio, Rodríguez regresó para confrontar a Ripley, solo para volver a ser atacada. Más tarde esa noche, Adam Pearce, oficial de la WWE, declaró que Rodríguez no está médicamente autorizada para competir, sin embargo, dijo que una vez que lo esté, obtendría un combate contra Ripley. En el episodio del 21 de agosto, Rodríguez atacó a Ripley y anunció que ya tuvo el alta médica para competir, y también anunció que Pearce programó una combate por el título en Payback.
En el episodio del 28 de julio de SmackDown, Santos Escobar se enfrentó a su compañero de Latino World Order (LWO), Rey Mysterio, en la final de un torneo para ganar una oportunidad titular al Campeonato de los Estados Unidos enfrentándose a Austin Theory. En ese combate, Mysterio se lesionó, por lo que Escobar fue nombrado ganador cuando el árbitro hizo la señal "X". El combate por el título iba a ocurrir en el episodio del 11 de agosto, sin embargo, Theory atacó a Escobar horas antes, dejándolo incapaz de competir. El oficial de la WWE Adam Pearce permitió que Mysterio ocupara el lugar de Escobar y se enfrentara a Theory por el título, que ganó Mysterio por tercera vez. La semana siguiente, Theory exigió a Mysterio que le regresara su título ya que se suponía que no debía estar en el combate; sin embargo, Pearce programó un combate para el contendiente número uno que ganó Theory. En el episodio del 25 de agosto, la revancha estaba programada para Payback.
En SummerSlam, LA Knight ganó la Slim Jim SummerSlam Battle Royal, durante la cual eliminó a The Miz. En el siguiente Raw, The Miz estuvo en desacuerdo con la creciente popularidad que Knight estaba adquiriendo y la falta de respeto que este le mostró. Esto provocó un enfrentamiento entre ambos pese a ser de distintas marcas; The Miz siendo parte de Raw y Knight de SmackDown. Después de un par de semanas lanzarse promos e interferir en combates del otro, se programó un combate entre los dos para Payback.
Desde mediados de julio, los Campeones Indiscutibles en Parejas de la WWE Kevin Owens & Sami Zayn habían entrado en un feudo con The Judgment Day (Finn Bálor, Damian Priest & Dominik Mysterio) después de que estos ganaran un combate por equipos de seis. Esto llevó a una lucha en el episodio del 17 de julio de Raw, donde Owens y Zayn defendieron con éxito los títulos contra Priest y Mysterio. También durante este tiempo, Mysterio ganó el Campeonato Norteamericano de NXT y defendió con éxito el título contra Zayn después de ser distraído por Priest y Rhea Ripley, quienes atacaron brutalmente a Owens, hiriéndolo. La rivalidad de Zayn con The Judgment Day continuaría durante el mes siguiente, y en el episodio del 21 de agosto, Owens haría su regreso. Más tarde esa noche, Owens, Zayn y Cody Rhodes derrotaron a The Judgment Day en una lucha por equipos de seis hombres. La semana siguiente, Owens y Zayn estaban programados para defender los títulos en parejas contra Bálor y Priest en Payback, y más tarde, anunciaron que después de hablar con el oficial de la WWE Adam Pearce, el combate sería un Steel City Street Fight.

#### Resultados
- Becky Lynch derrotó a Trish Stratus en un Steel Cage Match (20:00).[65]
  - Lynch cubrió a Stratus después de un «Manhandle Slam» desde la tercera cuerda.
  - Durante la lucha, Lynch aplico un «Twist of Fate» en honor a Lita.
  - Durante la lucha, Zoey Stark interfirió a favor de Stratus.
  - Después de la lucha, Stark atacó a Stratus cambiando a face, después de ser traicionada.
  - Después de lo sucedido, el público agradeció en coros a Stratus.

- LA Knight derrotó a The Miz (con John Cena como árbitro especial invitado) (15:45).[66]
  - Knight cubrió a The Miz después de un «BFT».
  - Después de la lucha, Cena le estrechó y levantó la mano a Knight en señal de respeto.
- Rey Mysterio derrotó a Austin Theory y retuvo el Campeonato de los Estados Unidos (9:50).[67]
  - Rey cubrió a Theory con un «Roll-up».
  - Después de la lucha, la LWO celebró con Mysterio.
- The Judgment Day (Damian Priest & Finn Bálor) derrotó a Kevin Owens & Sami Zayn en un Steel City Street Fight y ganó el Campeonato Indiscutible en Parejas de WWE (20:45).[68]
  - Bálor cubrió a Zayn después que Dominik Mysterio lo atacara con el maletín de Money in the Bank.
  - Durante la lucha, Dominik, JD McDonagh & Rhea Ripley interfirieron a favor de The Judgment Day.
  - Durante la lucha, Owens hizo un homenaje a Terry Funk.
  - Durante el conteo Bálor tenía el brazo debajo de la espalda de Zayn, pero el árbitro no lo vio.
  - Con este resultado, Bálor se convirtió en el vigésimo cuarto campeón Grand Slam en formato masculino.
- Rhea Ripley derrotó a Raquel Rodríguez y retuvo el Campeonato Mundial Femenino (17:20).[69]
  - Ripley cubrió a Rodríguez después un «Riptide».
  - Durante la lucha, Dominik Mysterio interfirió  a favor de Ripley.
  - Durante la lucha Rodriguez atacó a Mysterio con un «PowerSlam».
- Seth «Freakin» Rollins derrotó a Shinsuke Nakamura y retuvo el Campeonato Mundial de Peso Pesado (26:00).[70]
  - Rollins cubrió a Nakamura después de un «Curb Stomp».
  - Después de terminado el evento, Nakamura atacó a Rollins.